# Estação Moskovskie Vorota
Moskovskie Vorota (em russo:  Московские ворота) é uma das estações da linha Moskovsko-Petrogradskaia (Linha 2) do metro de São Petersburgo, na Rússia. Estação «Moskovskie Vorota» está localizada entre as estações «Frunzenskaia» (ao norte) e «Electrosila» (ao sul).